# Шеметковце
Шеметковце (слч. Šemetkovce) насељено је мјесто са административним статусом сеоске општине (слч. obec) у округу Свидњик, у Прешовском крају, Словачка Република.

## Становништво
| Година:    | 1994. | 2004.   | 2014. | 2024.   |
| ---------- | ----- | ------- | ----- | ------- |
| Број људи: | 106   | 100     | 87    | 90      |
| Разлика:   |       | -5,66 % | -13 % | +3,44 % |

| Година:    | 2023. | 2024.   |
| ---------- | ----- | ------- |
| Број људи: | 85    | 90      |
| Разлика:   |       | +5,88 % |

Према подацима о броју становника из 2024. године насеље је имало 90 становника.